# الباشا (فلم)
الباشا هو فيلم مصري تم إنتاجه عام 1993 وهو بطولة كل من الفنان أحمد زكي والفنان محمود حميدة والفنانة منى عبد الغني والفنان محمد السبع وأيضا الفنانون ممدوح وافي، وأشرف عبد الباقي. الفيلم إخراج طارق العريان وسيناريو سامح الباجوري وحوار سامح الباجوري وتصوير طارق التلمساني وموسيقى ياسر عبد الرحمن وإنتاج رياض العريان.

## قصة الفيلم
يتم نقل ضابط المباحث حسام من إدارة مكافحة المخدرات إلى الآداب،
يكتشف حازمشبكة للدعارة يديرها (جو) مقرها ديسكو، والذي يحكم
عليه بالبراءة رغم كل الأشرطة المسجلة التي تدينه، بل يستطيع أيضًا بنفوذه
أن ينقل حازم فيقدم استقالته، يحاول حسام أن يخترق هذا المكان
المحصن بعلاقات صاحبه مع أصحاب النفوذ، ولكنه يفشل، يكتشف
أن المطربة (سارة) لا تعرف ما يدور حولها في المكان، ينجح حازم
في إنقاذها من الانحراف، يعيد له نجاحه في مهمته هذه توازنه وثقته بنفسه
الباشا - واسمه (حازم الشناوي) - يخضع لرئاسة باشا (عزيز) آخر يكبره، ولكنه «منضبط» وينتمي إلى الجماعة، ويتبنى وجهة النظر السائدة
ليس فقط بالنسبة لتطبيق القانون، وإنما أيضًا في وضعية «المجرمين»
الجدد ومقدرتهم على التعدي والخروج من كل الجرائم كالشعرة من العجين
.
1. ↑  Egyfilm.com نسخة محفوظة 12 نوفمبر 2007 على موقع واي باك مشين.